# Отто фон Ботенлаубен

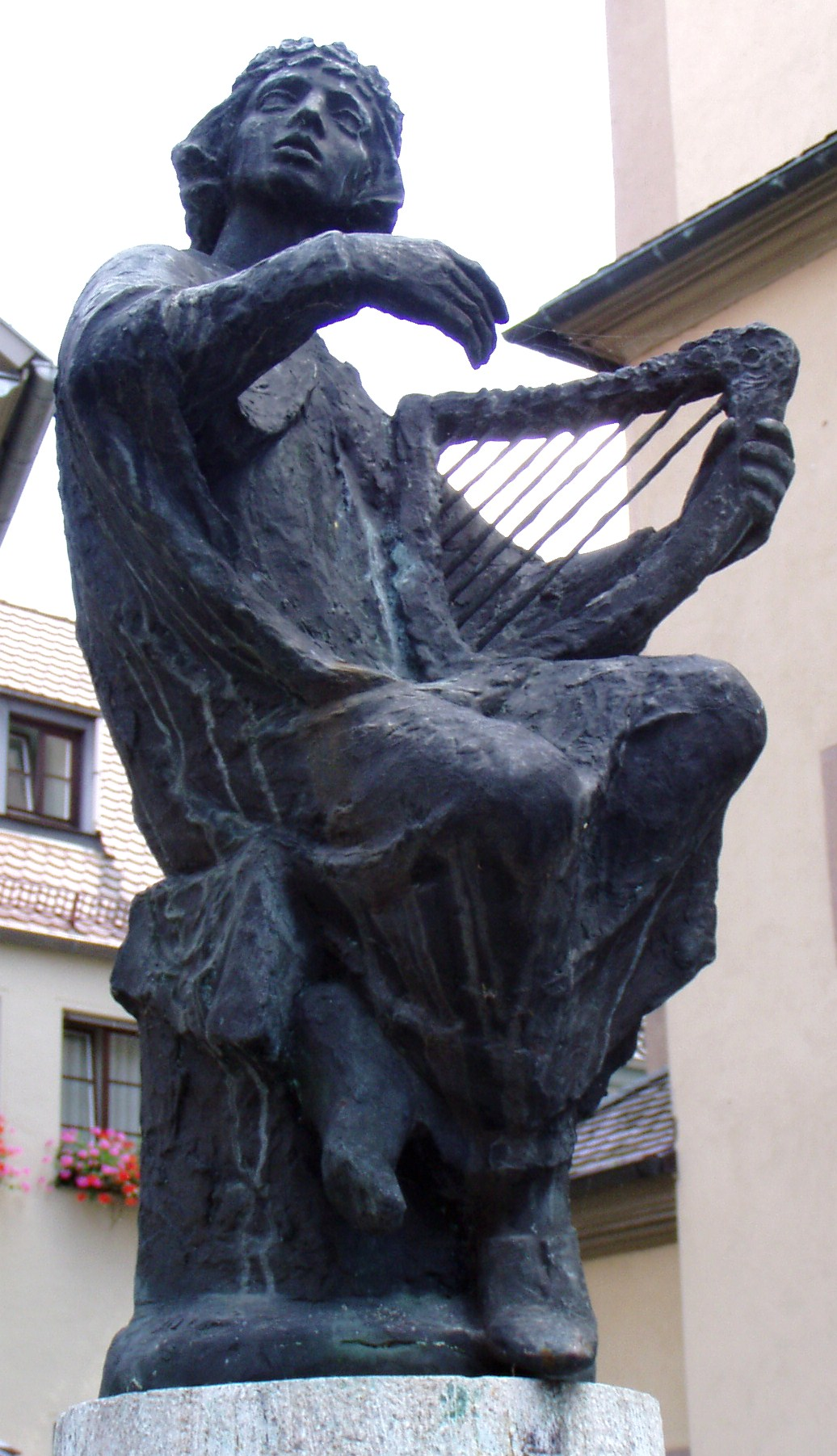
Памятник Отто фон Ботенлаубену в Бад-Киссингене

Граф Отто фон Ботенлаубен (нем. Otto von Botenlauben; 1177—1245 или позже) — немецкий средневековый поэт периода позднего миннезанга, представитель Хеннебергского владетельного дома (Поппониды). Рыцарь, участник крестовых походов, основатель монастырей.
Отто фон Ботенллаубен был четвёртым сыном графа Поппо VI Хеннебергского (нем. Poppo VI von Henneberg) и его жены Софии, графини Андекса и маркграфини Истрийской. В ранних документах (датированных 1196 и 1197 годами) он фигурирует как граф Хеннебергский. В 1206 году он впервые называет себя графом фон Ботенлаубен, по названию замка Ботенлаубен рядом с Киссингеном во Франконии. Развалины этого замка можно видеть и по сей день.
Впервые существование Оттона зафиксировано в документах имперского двора Генриха VI в 1197 году, когда граф Ботенлаубенский принимал участие в итальянской карательной кампании императора. После этого Отто путешествовал в Святую Землю и сумел сделать карьеру при дворе иерусалимского короля, завоевав расположение монаршей особы, преуспел финансово и женился на дочери королевского сенешаля, Беатрисе де Куртене, в 1205 году.
В 1220 году он продаёт Тевтонскому ордену принадлежащие ему к тому времени земли и возвращается в Германию, где входит в состав придворной знати. Его сыновья, Отто и Генрих, также как и внук Альберт, присоединились к священничеству, поэтому линия потомства пресекается.